# منطقة كورتشه
منطقة كورتشه (بالألبانية: Rrethi i Korçës) هي واحدة من ستة وثلاثين منطقة تقع في ألبانيا وهي جزء من مقاطعة كورتشي.[بحاجة لمصدر]